# HLE 18 en 19
Reeks 18 en reeks 19  zijn elektrische locomotieven voor reizigersverkeer, in 2007 besteld door de NMBS. Er werden 120 machines gebouwd tussen 2009 en 2012. De machines komen uit de locomotieffamilie ES 2007, gebaseerd op het Taurus IV-platform en opgevolgd door de locomotieffamilie Vectron. De reeks vertoont gelijkenissen met de Portugese LE4700-locomotieven. In 2011 werden de locomotieven, na een reeks technische moeilijkheden, in dienst genomen.

## Geschiedenis
Reeds bij de bestelling van de locomotieven van de reeks 13 was er een optie genomen op 60 extra locomotieven. Die optie werd niet omgezet in een bestelling, wegens de grote technische problemen met de HLE 13 en de hoge kostprijs per stuk.
Vanaf 2003 begon er een locomotieftekort bij B-Cargo, de goederenafdeling van de NMBS, te heersen. Er waren geruchten dat B-Cargo toch overwoog 60 extra machines van de reeks 13 te bestellen. Korte tijd daarna werden deze geruchten ontkend. De NMBS schreef een offerteaanvraag uit waaraan alle Europese constructeurs (Alstom, Siemens, Bombardier en AnsaldoBreda) deelnamen.
In 2004 waren alle offertes binnen, maar er werd geen concrete order geplaatst. In 2005 werd de offerteaanvraag herhaald en ook ditmaal werd er nog geen order geplaatst. Opnieuw waren er geruchten dat het ditmaal om een vierspanningslocomotief zou gaan en het reeksnummer HLE 14 zou krijgen. Zelfs geruchten dat B-Cargo van de aankoop van elektrische locomotieven zou afzien en in plaats daarvan 30 diesellocomotieven met groot vermogen zou bestellen staken de kop op.
In januari 2007 werd eindelijk alles opgeklaard toen er een persbericht van Siemens Transportation Systems verscheen waarin de aankoop van 60 elektrische locomotieven door de NMBS bevestigd werd. De locomotieven zouden voor het reizigersverkeer bestemd zijn, alhoewel men er eerst vanuitging dat de locomotieven voor het goederenverkeer bestemd waren. De keuze voor de reeks 18 zou te maken hebben dat men bij de omzetting van de optie van 60 locomotieven in een order de naastliggende reeksen HLE 17 of HLE 19 kan gebruiken om door te nummeren, wat niet mogelijk is bij de reeks 14 (reeksen 13 en 15 zijn reeds bezet). Dit werd omgezet in de praktijk toen de NMBS de optie voor 60 locomotieven in december 2008 lichtte. Hierdoor zullen er 120 locomotieven van dit type actief zijn, genummerd van 1801 tot 1920. Om een hergebruik van de oude nummers van de oude reeks 18 te voorkomen, werd verwacht dat de reeks van 1811 tot 1870 genummerd zou worden, maar dit is niet uitgevoerd.
De eerste locomotief, genummerd 1860, werd in september 2008 gepresenteerd op de railbeurs InnoTrans in Berlijn. In december 2008 heeft de tweede locomotief (genummerd 1801) testen uitgevoerd op de ring van Velim in Tsjechië.
Op 3 maart 2009 werd het eerste exemplaar, met nummer 1802, geleverd aan de NMBS.
Begin 2010 werd duidelijk dat de locomotieven veel problemen gaven. Ze zouden onder meer slecht overweg kunnen met de gelijkstroom van het Belgische net.
In juli 2011 werden de eerste acht locomotieven in dienst genomen, twee jaar na de vooropgestelde datum. De vertraging leverde Siemens een boete van 20 miljoen euro op.
De NMBS vroeg Siemens op 1 oktober 2013 in verband met de wereldwijd aangekondigde personeelsaanpassingen van de Duitse multinational garanties dat die geen gevolgen zullen hebben voor de levering en opvolging van 305 treinen aan de NMBS, alsmede de kwaliteitsopvolging van 120 al geleverde locomotieven.
Sinds februari 2015 worden locomotieven 1807 en 1862 in Frankrijk op het traject tussen Caen en Cherbourg gebruikt voor toelating van de reeks 18 en reeks 19 op het Franse net.
Sinds 7 augustus 2017 heeft de NMBS de autorisatie gekregen van L'Établissement public de sécurité ferroviaire (EPSF) om de HLE 18 te laten rijden op het Franse spoorwegnet. Hierdoor mogen ze rijden op de sporen die uitgerust zijn met 25 kV wisselstroom en bovenleiding type 85 in Frankrijk. De locomotief is bedoeld voor gebruik in reizigersdienst en heeft mede dankzij zijn toelating in België, Nederland en Duitsland de autorisatie in Frankrijk verworven.

## Techniek
De locomotieven zijn gebaseerd op het Siemens Taurus-IV-platform en hebben een nieuw design ten opzichte van de oude Taurus-locomotieven (Taurus I/II/III), wegens nieuwe Europese crashnormen die van toepassing werden in 2008. Ze zijn driespannig en kunnen in België en Luxemburg (3.000 V =), Nederland (1.500 V =) en Frankrijk (25 kV ~) rijden. Om in die landen te rijden, zijn ze met alle respectievelijke veiligheidssystemen uitgerust, uitgezonderd het Nederlandse ATB-systeem.
Alle locomotieven zijn eveneens uitgerust met MUX, waardoor ze in trek-duw met de I11- en M6-rijtuigen kunnen rijden. Hierdoor werden de reeksen HLE 13 en HLE 27 hoofdzakelijk naar het goederenverkeer verplaatst en konden de reeksen HLE 23 en HLE 26 geleidelijk aan uit dienst genomen worden. Bij deze uitdienstname bleven enkele HLE 13-locomotieven (voor de treinen naar Aarlen en verder naar Luxemburg) en elke HLE 27-locomotieven alsnog in het reizigersvervoer gebruikt worden.
24 locomotieven werden eveneens standaard uitgerust met automatische GF-koppelingen aan één zijde, waardoor ze samengestelde trek-duwtreinen met M6-rijtuigen kunnen rijden op diensten waar de trein in bepaalde stations gesplitst of samengevoegd wordt, vergelijkbaar met treinstellen. Deze aangepaste locomotieven vormen de reeks HLE 19.

### Tractiesysteem
De bovenleidingsspanning wordt eerst door een oliegekoelde hoofdtransformator omgezet in 4× 1850 V wisselspanning. Vervolgens zetten twee watergekoelde IGBT-tractieomvormers deze om in draaistroom. De draaistroom van de tractie-omvormers wordt vervolgens gebruikt om vier 4-polige tractiemotoren aan te drijven (twee motoren per omvormer). Ten slotte wordt de kracht van de tractiemotoren overgebracht op de assen via een tandwielkast.

### ETCS
Vanaf oktober 2022 bouwt Alstom gedurende drie jaar de treinbeïnvloeding van de 120 locomotieven om naar ETCS Level 2 Baseline 3, uitgebreid met nationale functies voor Frankrijk (KVB) en ook nog TBL1+ (België).

## Inzet
De locomotieven kunnen in trek-duw werken met de I11- en M6-stuurstandrijtuigen.

#### Nationaal
Ze rijden door heel België op de belangrijkste IC- en P-treinen, alsook twee treinparen op de S3 van het GEN. Door hun topsnelheid van 200 km/u kunnen ze ook op HSL 2 rijden, waar ze de HLE 13 vervangen hebben. Tijdens de dienstregeling 2019 kon men ze vinden op de volgende verbindingen: IC-01, IC-02, IC-03, IC-05, IC-06, IC-07, IC-11, IC-12, IC-16/34, IC-18, IC-20, IC-23, IC-26, IC-30, S3 & diverse P-treinen.

### Internationaal

#### Brussel - Luxemburg
De HLE 18 trekt en duwt tussen Brussel en Luxemburg (treinserie 2100) M6-treinen met stuurstandrijtuigen.

#### Brussel - Parijs
Vanaf de zomer van 2024 trekt de HLE 18 I11-rijtuigen op de klassieke EuroCity Brussel - Parijs (zonder actief stuurstandrijtuig).

## Afbeeldingen

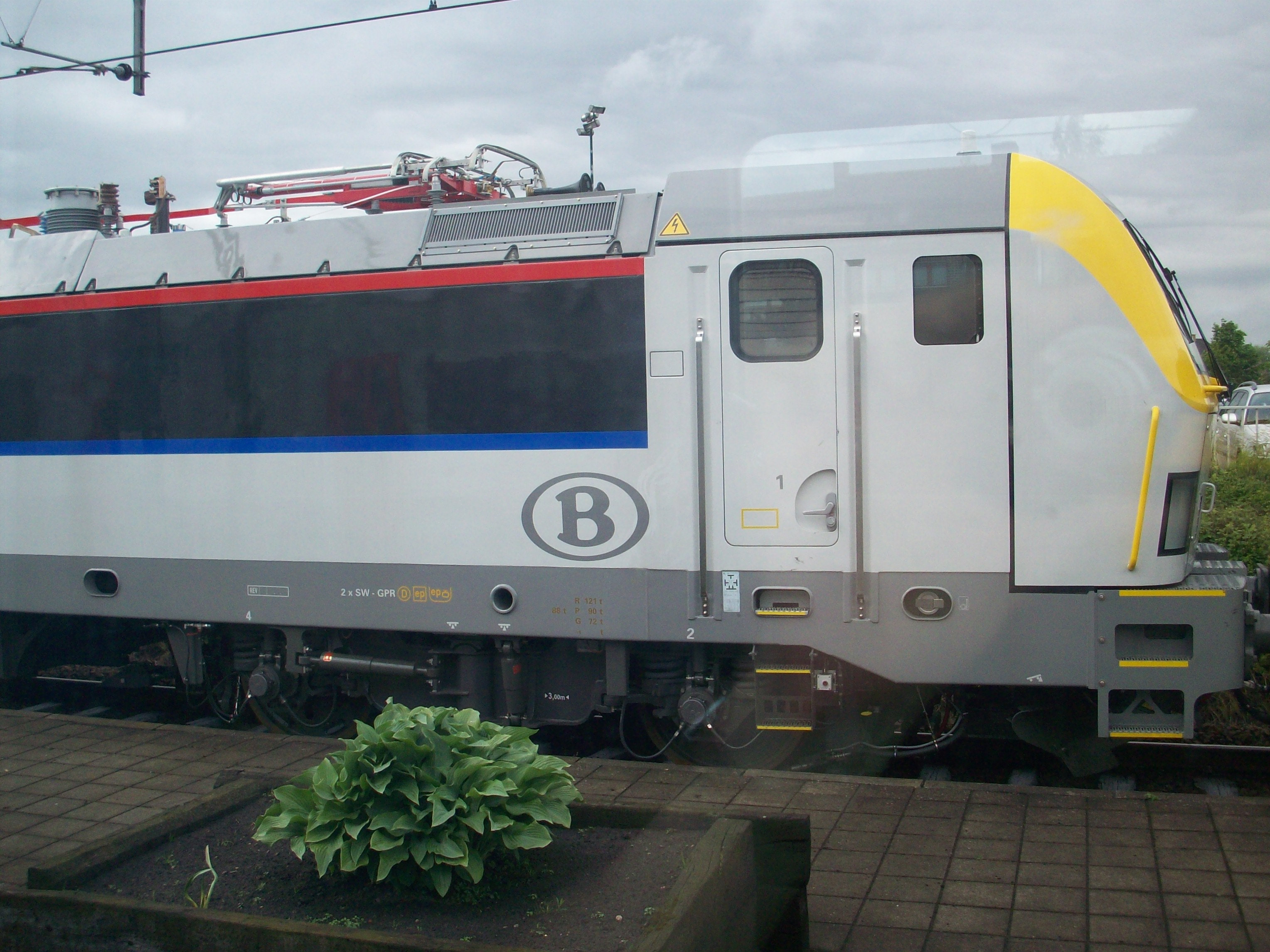
1802 in station Aalter tijdens de testfase (2009)
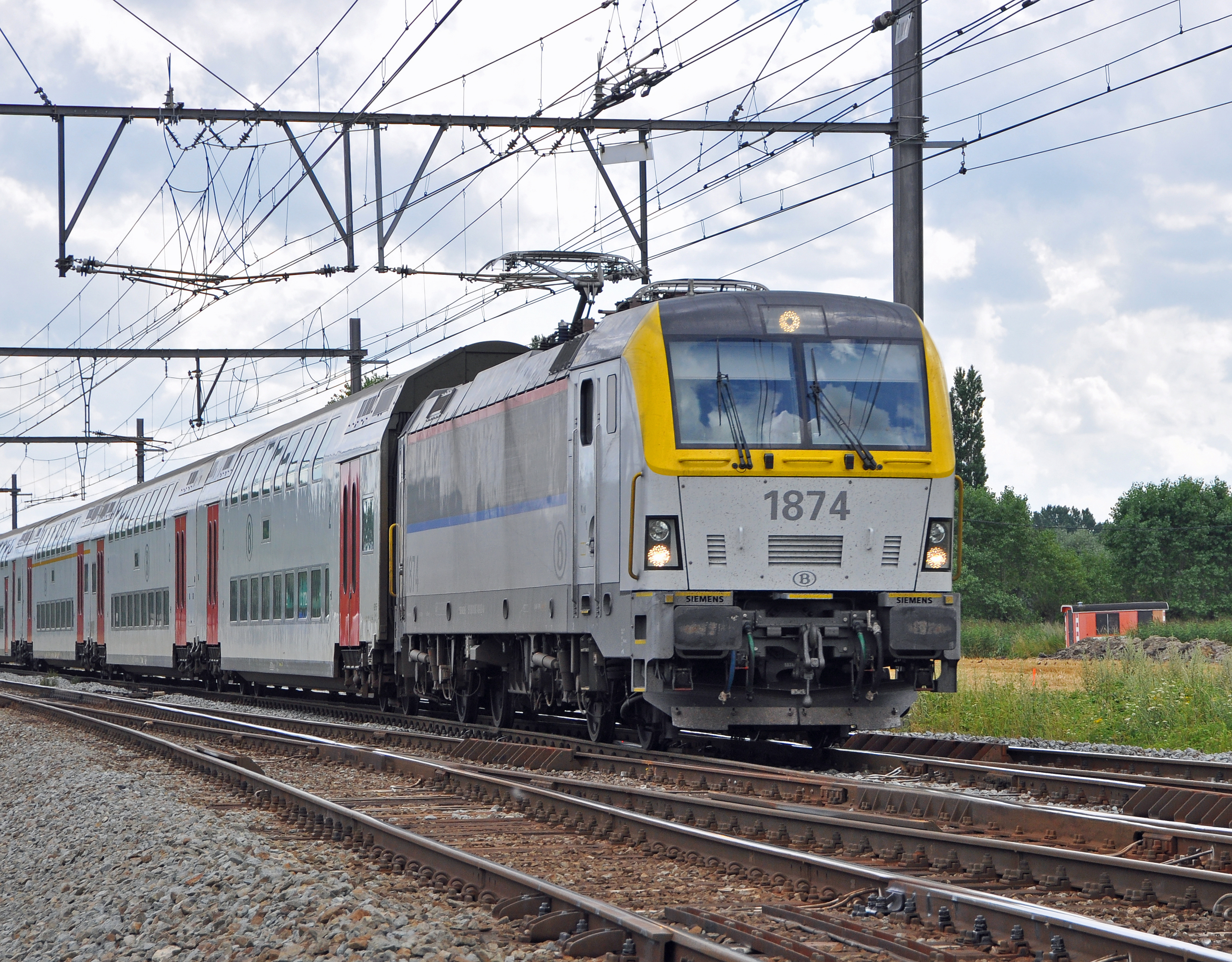
1874 met M6-dubbeldeksrijtuigen tussen Brugge en Knokke
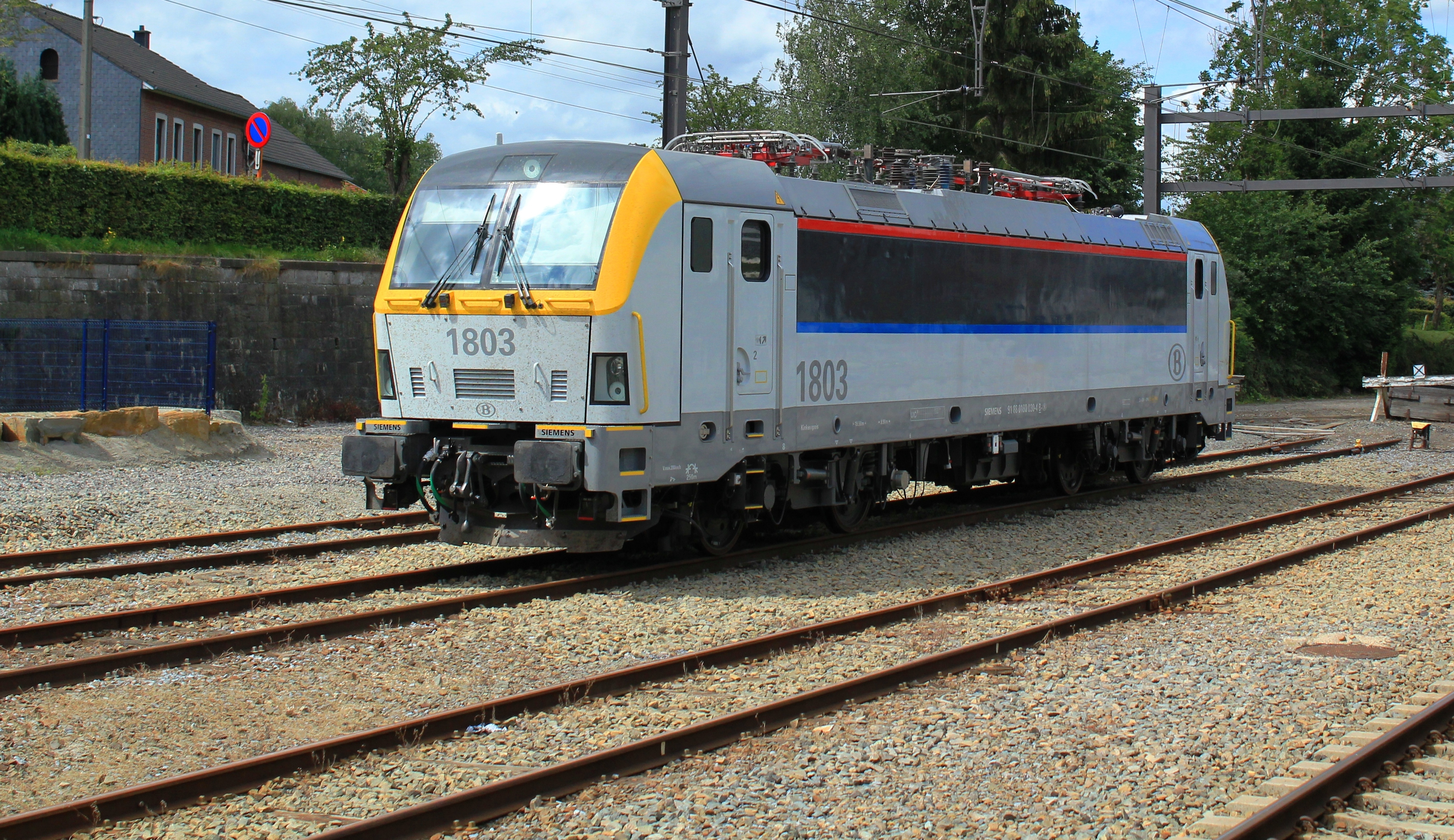
1803 te Welkenraedt
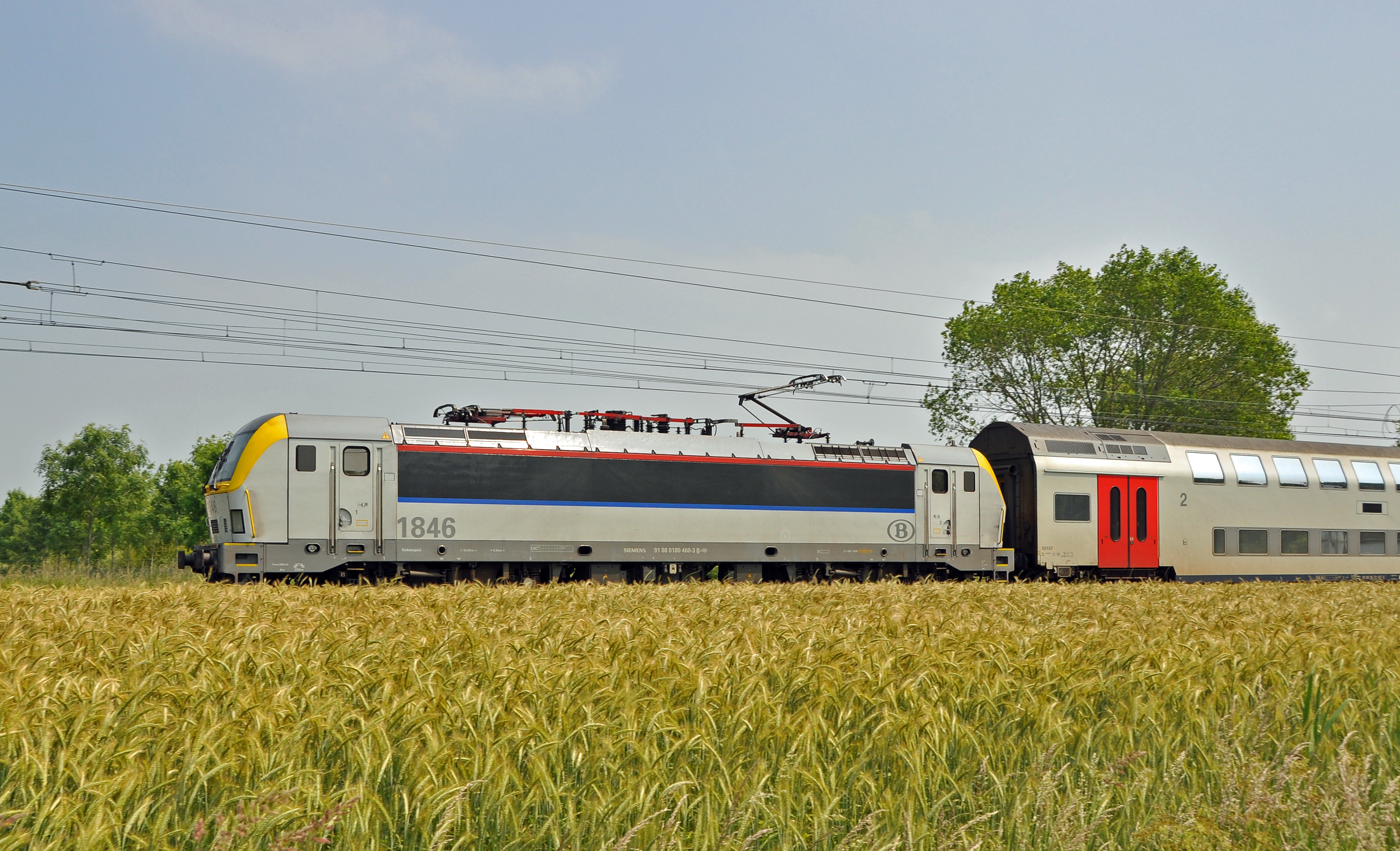
Zijkant van HLE 18 (nr. 1846)
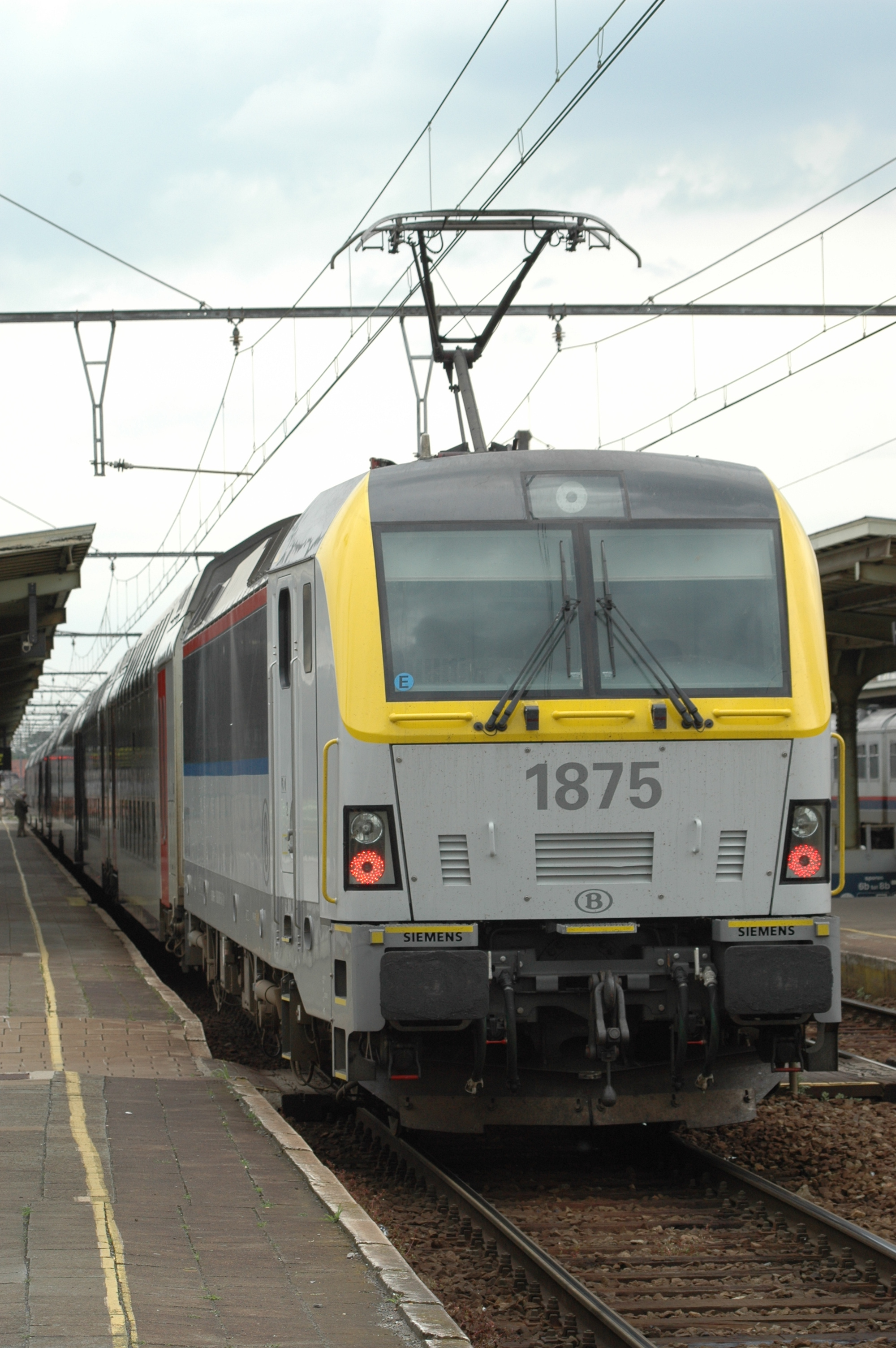
1875 in Kortrijk